# میرصالح حسینی
میرصالح حسینی (۱۳۲۴ سرآب، آذربایجان شرقی – ۲۶ خرداد ۱۳۹۰) شاعر و پژوهشگر ایرانی بود. وی در ادبیات ترکی (ترکی آذربایجانی)، چهره شاخصی بود.

## زندگی‌نامه
او از وکیل‌های دادگستری تهران بود. وی منظومه حیدربابایه سلام اثر شهریار (شاعر) را به فارسی ترجمه کرد. وی سال‌ها به تحقیق و بررسی آثار مولانا محمد فضولی مشغول بود.
دکتر حسینی به زبان‌های فارسی، عربی، انگلیسی و فرانسه مسلط بود.

## وفات
میرصالح حسینی ۲۶ خردادماه سال ۱۳۹۰ پس از طی یک مرحله بیماری به علت عارضه ریوی در سن ۶۶ سالگی در تبریز درگذشت و در وادی رحمت تبریز (بلوک هنرمندان) به خاک سپرده شد.

## آثار
- دیوان مهستی
- درد مشترک
- شرحی بر شمشیر
- قلم ختایی (شاه اسماعیل صفوی)
- شرحی سطری بر آثار سهراب سپهری
- ترجمه رباعیات خیام به ترکی و عربی
- تصحیح دیوان شاه اسماعیل صفوی (ختایی)